# Sinfonia n. 33 (Mozart)

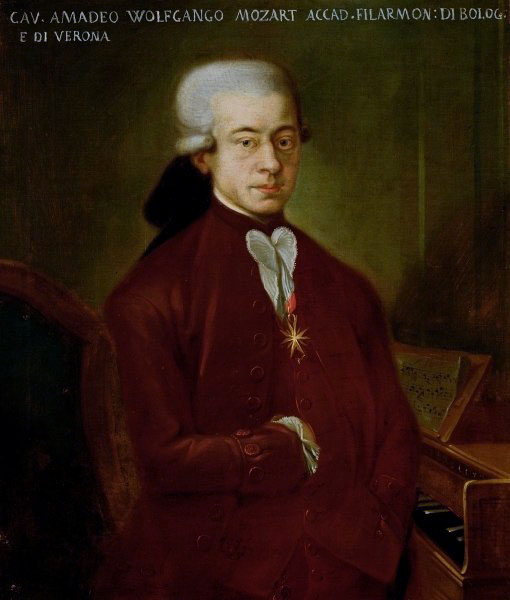
Wolfgang Amadeus Mozart nel 1777.

La sinfonia n. 33 in Si bemolle maggiore K 319 di Wolfgang Amadeus Mozart venne completata a Salisburgo il 9 luglio 1779.

## Storia

### Contesto
La carriera di Mozart come sinfonista era iniziata a Londra durante la grande tournée europea della famiglia Mozart fra il giugno 1763 e il novembre 1766. Il padre, Leopold, aveva pianificato il viaggio per esibire il talento dei propri figli, Wolfgang e Maria Anna, presso le principali corti europee. In questo periodo Wolfgang venne a contatto con le principali tradizioni musicali europee (tedesca, britannica, francese e italiana) e realizzò le sue prime sinfonie, che si ponevano nel solco delle composizioni in tre movimenti all'italiana in stile galante di Carl Friedrich Abel e di Johann Christian Bach. Inoltre, ascoltò anche le sinfonie di altri compositori come Thomas Arne, William Boyce e Giuseppe Sammartini.
In seguito, Leopold e i suoi figli trascorsero diversi mesi nel 1768 a Vienna durante i quali Wolfgang adattò il proprio stile ai gusti del pubblico viennese, adottando fra le varie cose la struttura della sinfonia in quattro movimenti. Wolfgang e suo padre Leopold fecero tre viaggi in Italia fra il dicembre 1769 e il maggio 1773. In questo periodo Wolfgang alternò i suoi viaggi con soggiorni a Salisburgo, durante i quali compose l'opera Mitridate, re di Ponto, oltre a diverse sinfonie influenzate dal gusto italiano. Nel 1772 e nel 1773 Mozart visse un periodo di entusiasmo per la scrittura sinfonica, componendo ogni anno sette nuove sinfonie (dalla n. 15 alla n. 27). Ridusse poi la sua attività in questo campo e, nei due anni successivi, apparvero solo tre nuove sinfonie (le n. 28, n. 29 e n. 30).

### Composizione
La sinfonia n. 33 fu completata a Salisburgo il 9 luglio 1779 e, successivamente, fu rimaneggiata nel 1782. Si tratta della seconda sinfonia che Mozart scrisse dopo il suo ritorno dal viaggio a Parigi, durante il quale era morta sua madre Anna Maria Pertl e dove la sua unica produzione rilevante era stata la sinfonia n. 31. Originariamente la sinfonia n. 33 era composta da tre movimenti, ai quali vennero aggiunti il minuetto e il trio per le esecuzioni a Vienna.

## Prima esecuzione  e pubblicazione
La data e il luogo della prima esecuzione non sono noti e non si conosce neanche lo scopo originario della composizione. Il manoscritto originale è conservato presso la Biblioteca Jagellonica di Cracovia ed è consultabile online. La prima edizione fu pubblicata in parti separate da Artaria a Vienna nel 1785 insieme alla sinfonia n. 35, mentre la partitura completa fu stampata nel 1880 da Breitkopf & Härtel a Lipsia, che la pubblicò con il nome Wolfgang Amadeus Mozarts Werke, Serie VIII, No. 33.

## Strumentazione
La partitura è scritta per un'orchestra composta da:
- Archi: violino 1° e 2°, viola, violoncello/contrabbasso.
- Fiati: due oboi e due flauti.
- Ottoni: due corni.

L'organico sostanzialmente contenuto rispecchia le piccole dimensioni dell'orchestra della corte arcivescovile di Salisburgo. La scrittura è di carattere cameristico e, probabilmente, questo è il motivo per cui Mozart scelse quest'opera quando, nel 1786, gli venne chiesto di inviare a Donaueschingen una sinfonia adatta alla piccola orchestra del principe Giuseppe Maria di Fürstenberg.

## Struttura e analisi
La sinfonia n. 33, in origine, era composta da solo tre movimenti, secondo lo stile dell'ouverture operistica all'italiana. Nel 1782, dopo il trasferimento a Vienna, Mozart aggiunse il minuetto e il trio per andare incontro ai gusti del pubblico viennese.
1. Allegro assai, in Si bemolle maggiore, tempo 3/4.
2. Andante moderato, in Mi bemolle maggiore, tempo 2/4.
3. Minuetto e Trio, in Si bemolle maggiore, tempo 3/4.
4. Allegro assai, in Si bemolle maggiore, tempo 2/4.

L'esecuzione integrale dura circa 20/23 minuti.

### Allegro assai
Il primo movimento, Allegro assai, è scritto in tonalità di Si bemolle maggiore, in tempo 3/4 e segue la forma-sonata. Inizia in maniera decisa, con un accordo eseguito dall'orchestra al completo, e prosegue con carattere giocoso. Di seguito, l'incipit del movimento:

### Andante moderato
Il movimento lento è caratterizzato dal primo tema esposto dai violini, con alcune note puntate, al quale successivamente rispondono i fiati. Si conclude con una ricapitolazione speculare dove il tema secondario appare per primo e si risolve sulla tonica prima dalla comparsa del tema principale. Di seguito, l'incipit del movimento:

### MinuettoeTrio
Questo movimento, originariamente assente, venne aggiunto da Mozart nel 1782 in occasione di una esecuzione a Vienna della sinfonia. Di seguito, gli incipit del minuetto e del trio:

### Allegro assai
Nell'ultimo movimento, Allegro assai, sono presenti elementi stilistici diversi, con caratteristiche di pastorale e di marcia, che si fondono con lo stile giocoso iniziale.